# Football Manager 2019
Football Manager 2019 — компьютерная игра в жанре симулятора спортивного менеджера, разработанная компанией Sports Interactive и выпущенная компанией Sega. Часть серии Football Manager. Выпуск Football Manager 2019 состоялся 2 ноября 2018 года.

## Выпуск
6 августа 2018 года разработчик Sports Interactive запустил анонс к выпуску игры, в котором датой выхода игры было объявлено 2 ноября 2018 года. Несмотря на то, что с ноября 2013 года игры этой серии издавались для персональных компьютеров под управлением Linux, для Football Manager 2019 этой версии не запланировано. Бета-версия игры стала доступной 21 октября 2018. Для персональных компьютеров игра была выпущена 2 ноября того же года.

## Геймплей
У игры такой же игровой процесс, как и у предыдущих игр серии. Football Manager 2019 включает в себя профессиональные, полупрофессиональные, любительские команды и национальные сборные, которыми игрок может руководить в качестве менеджера. Он подписывает контракты и управляет бюджетом.
Лучшими российскими игроками по рейтингу в игре являются Марио Фернандес, Александр Головин, Игорь Акинфеев, Александр Кокорин, Фёдор Смолов, Артём Дзюба, Роман Зобнин, Алексей Миранчук и Алан Дзагоев.

## Изменения
В Football Manager 2019 был изменён дизайн, основная тема стала фиолетовой. Бундеслига представлена полностью лицензионно, то есть с настоящими названиями клубов.
В игру добавлен видео-помощник судей (VAR) в турнирах, где он используется или будет использоваться, в том числе и Чемпионат мира по футболу 2022 года. В игре впервые представлен менеджер женского пола — тренер женского футбольного клуба «Челси» Эмма Хейс.

## Отзывы
| Сводный рейтинг | Сводный рейтинг |
| Агрегатор       | Оценка          |
| --------------- | --------------- |
| GameRankings    | 89,55 %         |